# Pactum Lotharii
Il Pactum Lotharii è un accordo stipulato il 23 febbraio 840 tra Venezia e l'Impero carolingio, durante i rispettivi governi di Pietro Tradonico e di Lotario I.
Questo documento fu uno dei primi atti che testimoniano la separazione tra la nascente Repubblica di Venezia detta Serenissima e l'Impero romano d'Oriente: per la prima volta il doge, di propria iniziativa, intraprendeva accordi con il mondo occidentale di allora.
Tuttavia, il patto ebbe più una valenza simbolica perché di fatto ribadiva gli accordi già presi in passato tra i due imperi. Si trattava soprattutto di diritti di sfruttamento del territorio e di amministrazione della giustizia. Si stabilivano, ad esempio, le norme che regolavano la consegna dei predoni che avessero fatto un'incursione da un territorio all'altro e degli eventuali fuggiaschi. Tra le clausole presenti, due molto importanti, per le loro conseguenze, erano quelle relative al reciproco impegno nella difesa contro gli slavi e il divieto di vendere cristiani come schiavi in terre pagane.
Il Pactum è anche un prezioso documento che permette di conoscere con precisione il territorio dell'antico ducato veneziano. Vengono citati Rialto, Olivolo, Murano, Metamauco, Albiola, Chioggia, Brondolo, Fossone, Loreo, Torcello, Burano, Cittanova, Caorle, Ammiana, Eraclea, Equilio, Grado e Cavarzere. I confini dunque coincidevano con l'antico limitare delle lagune (ben più vaste delle attuali) e in terraferma raggiungevano anche l'Abbazia di Sant'Ilario e la zona dell'antica Altino.